# Alliance Premier League 1985-1986
L'Alliance Premier League 1985-1986, conosciuta anche con il nome di Gola League 1985-1986 per motivi di sponsorizzazione, è stata la 7ª edizione del campionato inglese di calcio di quinta divisione.

## Squadre partecipanti
| Squadra                | Città                | Stagione precedente                                                 |
| ---------------------- | -------------------- | ------------------------------------------------------------------- |
| Altrincham             | Altrincham           | 5º posto in Alliance Premier League                                 |
| Barnet                 | Londra (High Barnet) | 15º posto in Alliance Premier League                                |
| Bath City              | Bath                 | 4º posto in Alliance Premier League (non eletto in Football League) |
| Barrow                 | Barrow-in-Furness    | 18º posto in Alliance Premier League                                |
| Boston United          | Boston               | 17º posto in Alliance Premier League                                |
| Cheltenham Town        | Cheltenham           | 1º posto in Southern League Premier Division (promosso)             |
| Dagenham               | Londra (Dagenham)    | 19º posto in Alliance Premier League                                |
| Dartford               | Dartford             | 3º posto in Alliance Premier League                                 |
| Enfield                | Londra (Enfield)     | 7º posto in Alliance Premier League                                 |
| Frickley Athletic      | South Elmsall        | 11º posto in Alliance Premier League                                |
| Kettering Town         | Kettering            | 12º posto in Alliance Premier League                                |
| Kidderminster Harriers | Kidderminster        | 8º posto in Alliance Premier League                                 |
| Maidstone United       | Maidstone            | 13º posto in Alliance Premier League                                |
| Northwich Victoria     | Northwich            | 9º posto in Alliance Premier League                                 |
| Nuneaton Borough       | Nuneaton             | 2º posto in Alliance Premier League                                 |
| Runcorn                | Runcorn              | 14º posto in Alliance Premier League                                |
| Scarborough            | Scarborough          | 6º posto in Alliance Premier League                                 |
| Stafford Rangers       | Stafford             | 1º posto in Northern Premier League (promosso)                      |
| Telford United         | Telford              | 10º posto in Alliance Premier League                                |
| Wealdstone             | Londra (Ruislip)     | 1º posto in Alliance Premier League                                 |
| Weymouth               | Weymouth             | 16º posto in Alliance Premier League                                |
| Wycombe Wanderers      | High Wycombe         | 3º posto in Isthmian League Premier Division (promosso)             |

## Classifica finale
|  | Pos. | Squadra            | Pt | G  | V  | N  | P  | GF | GS | DR  |
|  | ---- | ------------------ | -- | -- | -- | -- | -- | -- | -- | --- |
|  | 1    | Enfield            | 76 | 42 | 27 | 10 | 5  | 94 | 47 | +47 |
|  | 2    | Frickley Athletic  | 69 | 42 | 25 | 10 | 7  | 78 | 50 | +38 |
|  | 3    | Kidderminster      | 67 | 42 | 24 | 7  | 11 | 99 | 62 | +37 |
|  | 4    | Altrincham         | 63 | 42 | 22 | 11 | 9  | 70 | 49 | +21 |
|  | 5    | Weymouth           | 61 | 42 | 19 | 15 | 8  | 75 | 60 | +15 |
|  | 6    | Runcorn            | 60 | 42 | 19 | 14 | 9  | 70 | 44 | +26 |
|  | 7    | Stafford Rangers   | 60 | 42 | 19 | 13 | 10 | 61 | 54 | +7  |
|  | 8    | Telford Utd        | 51 | 42 | 18 | 10 | 14 | 68 | 66 | +2  |
|  | 9    | Kettering Town     | 49 | 42 | 15 | 15 | 12 | 55 | 53 | +2  |
|  | 10   | Wealdstone         | 47 | 42 | 16 | 9  | 17 | 57 | 56 | +1  |
|  | 11   | Cheltenham Town    | 46 | 42 | 16 | 11 | 15 | 69 | 69 | 0   |
|  | 12   | Bath City          | 45 | 42 | 13 | 11 | 18 | 53 | 54 | -1  |
|  | 13   | Boston Utd         | 44 | 42 | 16 | 7  | 19 | 66 | 76 | -10 |
|  | 14   | Barnet             | 41 | 42 | 13 | 11 | 18 | 56 | 60 | -4  |
|  | 15   | Scarborough        | 40 | 42 | 13 | 11 | 18 | 54 | 66 | -12 |
|  | 16   | Northwich Victoria | 37 | 42 | 10 | 12 | 20 | 42 | 54 | -12 |
|  | 17   | Maidstone Utd      | 36 | 42 | 9  | 16 | 17 | 57 | 66 | -9  |
|  | 18   | Nuneaton Borough   | 36 | 42 | 13 | 5  | 24 | 58 | 73 | -15 |
|  | 19   | Dagenham           | 36 | 42 | 10 | 12 | 20 | 48 | 66 | -18 |
|  | 20   | Wycombe            | 36 | 42 | 10 | 13 | 19 | 55 | 84 | -29 |
|  | 21   | Dartford           | 26 | 42 | 8  | 9  | 25 | 51 | 82 | -31 |
|  | 22   | Barrow             | 24 | 42 | 7  | 8  | 27 | 41 | 86 | -45 |

Legenda:
      Ammesso al processo di elezione in Football League.
      Retrocesso in Northern Premier League 1986-1987.
      Retrocesso in Isthmian League 1986-1987.
      Retrocesso in Southern League 1986-1986.
Regolamento:
Tre punti a vittoria esterna, due a vittoria interna, uno a pareggio, zero a sconfitta.
In caso di arrivo di due o più squadre a pari punti, la graduatoria viene stilata secondo i seguenti criteri:
- differenza reti
- maggior numero di gol segnati

Note:

Wycombe Wanderers retrocesso per peggior differenza reti rispetto agli ex aequo Maidstone United, Nuneaton Borough e Dagenham.

## Elezione in Football League
| Club             | Lega                    | Voti | Verdetto   |
| ---------------- | ----------------------- | ---- | ---------- |
| Northampton Town | Fourth Division         | 52   | Rieletto   |
| Stockport County | Fourth Division         | 50   | Rieletto   |
| Torquay United   | Fourth Division         | 50   | Rieletto   |
| Halifax Town     | Fourth Division         | 48   | Rieletto   |
| Bath City        | Alliance Premier League | 8    | Non Eletto |